# Phryxe florida
Phryxe florida là một loài ruồi trong họ Tachinidae.